# Tadanori Yokoo
Tadanori Yokoo (japanisch 横尾 忠則, Yokoo Tadanori; * 27. Juni 1936 in der Präfektur Hyōgo) ist ein japanischer Grafikdesigner, Plakatkünstler und Maler.

## Leben
Tadanori Yokoo zeigte schon als Kind im Kleidergeschäft seiner Eltern großes Interesse an Farbe und Gestaltung. Nachdem er kurz für eine Zeitung in Kōbe gearbeitet hatte, trat er 1961 in die Firma Nippon Design Center ein und wurde fast augenblicklich mehrfach von „Art Directors Club of Tōkyō“ ausgezeichnet.
Beeinflusst von der Pop Art und Bewegungen schließen seine Arbeiten Fotos, Stückchen aus der traditionellen japanischen Welt, aus der westlichen Welt und aus dem Buddhismus ein, oft alles zugleich in demselben Kunstwerk. Yokoo wurde im In- und Ausland vielfach prämiert. 1971 konnte er sich in einer Exklusiv-Schau im Museum of Modern Art in New York zeigen.
Yokoo ist auch bekannt für seine Essays über die Kunst und das Leben.

## Arbeiten (Auswahl)
Einem breiten Publikum bekannt sind diverse Schallplattencover. Yokoo gestaltete beispielsweise von Santana die Alben Lotus (1974) und Amigos (1976), von Carlos Santana The Swing Of Delight (1980, nur ein Innenbild) und Divine Light (2001) sowie von Miles Davis Agharta (1975). Insbesondere dem opulent ausgestatteten Dreifachalbum Lotus mit seinen beiden Faltpostern dürfte er eine der aufwendigsten Aufmachungen in der Rockmusik mitgegeben haben.

## Auszeichnungen (Auswahl)
- 1994: Mainichi-Kunstpreis
- 2008: Izumi-Kyōka-Literaturpreis
- 2011: Asahi-Preis
- 2015: Praemium Imperiale